# カハルディン・ナスティオン・スポーツセンター・ルンバイ・スタジアム
カハルディン・ナスティオン・スポーツセンター・ルンバイ・スタジアム（インドネシア語: Stadion Kaharudin Nasution Sport Centre Rumbai、英語: Kaharudin Nasution Sport Center Rumbai Stadium）は、インドネシア・リアウ州プカンバルのルンバイにある多目的スタジアムである。

## 概要
1980年に設立された。収容人数は20,000人。主にサッカーの試合に用いられる。スタジアム名はスマトラ島出身の政治家カハルディン・ナスティオンに由来する。現在、リーガ・インドネシアに所属するPSPSプカンバルがホームスタジアムとして使用している。
また、2012年7月にはAFC U-22アジアカップ2013予選グループEの会場となる他、2012年9月にはインドネシアの国民体育大会であるペカン・オラフラガ・ナシオナル（略称：PON）において、リアウ・メイン・スタジアムと共にサッカー競技の会場として用いられる。

## 交通アクセス
プカンバルの中心街からは少し北に外れたところにある。スルタン・シャリーフ・カシム2世国際空港よりタクシーで約30分。